# Reepicheep
Reepicheep es un personaje creado por C.S. Lewis en la serie de libros Las Crónicas de Narnia. Aparece en El príncipe Caspian, The Voyage of the Dawn Treader y La última batalla. Es un ratón parlante que lleva un estoque y tiene una pluma detrás de su oreja. En algunas traducciones de los libros al español, su nombre es Rípichip.

## Apariciones

### enThe Lion, the Witch and the Wardrobe
En El Leon, la Bruja y el Ropero, un grupo de ratones rompieron las cuerdas que ataban a Aslan a la Mesa de piedra después que la Bruja Blanca lo matara; como resultado de sus servicios, ellos se convirtieron en ratones parlantes. Reepicheep desciende de este grupo de ratones muchísimos años más tarde.

### enEl príncipe Caspian
En El Príncipe Caspian, Reepicheep es el líder de los doce ratones que ayudan a pelear contra Miraz, el tío de Caspian, en la Segunda Batalla de Beruna en el Monumento de Aslan. Él y sus seguidores corren en la batalla y clavan sus estoques en los pies del enemigo, haciendo que caiga, tras lo que es rápidamente eliminado. Reepicheep es gravemente herido en la batalla, y pierde su cola. Luego le pide a Aslan que se la recupere, ya que la cola es como su honor. Aslan expresa inquietud en que el ratón valore mucho su honor. De todos modos, Peepiceek (el segundo en el comando de los ratones) y los otros se preparan para cortar sus propias colas para evitar la posición y el honor denegado de su líder. Esta solidaridad convence a Aslan para devolver la cola a Reepicheep.

### enThe Voyage of the Dawn Treader
En La travesía del Viajero del Alba, Reepicheep acompaña a Caspian en su viaje con la esperanza de encontrar el País de Aslan al final del mundo.
Durante el viaje, Reepicheep le enseña a Eustace Clarence Scrubb (Primo de Edmund y Lucy) sobre honor, coraje, y lealtad, aunque al comienzo de su relación, Eustace trata a Reepicheep con una gran descortesía.
Cerca del borde Este del mundo, Lucy, Edmund, Eustace y Reepicheep se sitúan delante del Viajero del Alba en un pequeño bote de remo hacia el borde del mundo. Los tres niños regresan a nuestro mundo mediante una puerta en el cielo, mientras que Reepicheep desembarca en su propio bote miniatura, rema en la dirección opuesta, y desaparece. C.S. Lewis entonces da a entender, pero no explícitamente, que Reepicheep finalmente llega al País de Aslan.

### enLa última batalla
En La última batalla, Reepicheep aparece muy al final para dar la bienvenida a los últimos Narnianos en el Jardín del Emperador. Él es exactamente como los Pevensie lo recuerdan, no envejecido ni muerto en los cientos de años Narnianos que pasaron desde su época. Por esto, es a veces comparado con San Pedro, quien, en la Tradición Cristiana es quien cuida las puertas del cielo y recibe a aquellos quienes aceptan a Cristo en sus vidas. Su partida a un simbólico cielo, de todos modos, es más reminiscente a figuras del Antiguo Testamento como Enoch y Elías. Ya que Lewis no era un estricto alegorista, es bastante posible que estas tres asociaciones fueran intencionales.
Sin embargo, el propio Lewis señala en sus "Cartas a los niños" que, en general, los personajes de Crónicas de Narnia como Ripichip no son una alegoría y no representan necesariamente a alguien de este mundo, sino que cualquiera que ponga sus ojos en las cosas del cielo más que en las de la Tierra sería como Ripichip.
- Datos: Q2276476